# Терануова Брачолини
Терануо̀ва Брачолѝни (на италиански: Terranuova Bracciolini) е град и община в централна Италия, провинция Арецо, регион Тоскана. Разположен е на 156 m надморска височина. Населението на общината е 12 340 души (към 2010 г.).